# Ексцентрик
Ексце́нтрик (лат. excentricus — «позбавлений центру»; від ex- — «із» + centrum — «центр») — диск або інша деталь, вісь обертання якого не збігається з його геометричною віссю. Використовується в низці пристроїв.